# Свети Мартин (Желязно)
Вижте пояснителната страница за други значения на Свети Мартин.
„Свети Мартин“ (на полски: Kościół św. Marcina) е католическа църква край Желязно, Полша. Храмът е част от Швиднишката епархия на Полската католическа църква. Сградата се споменава още през 1326 година. Тя е напълно възстановена във 2-рата половина на ХVII век. Вписана е в регистъра на паметниците на 27 декември 1960 г.